# Єгінсуський сільський округ (Урджарський район)
Єгінсу́ський сільський округ (каз. Егінсу ауылдық округі, рос. Егинсуский сельский округ) — адміністративна одиниця у складі Урджарського району Абайської області Казахстану. Адміністративний центр — село Єгінсу.
Населення — 1388 осіб (2021; 1688 у 2009, 2069 у 1999, 2208 у 1989).
Станом на 1989 рік існувала Єгінсуська сільська рада (села Єгінсу, Жанай, Теспакан).

## Склад
До складу округу входять такі населені пункти:
| Населений пункт | Старі назви | Населення, осіб (1989) | Населення, осіб (1999) | Населення, осіб (2009) | Населення, осіб (2021) |
| --------------- | ----------- | ---------------------- | ---------------------- | ---------------------- | ---------------------- |
| Єгінсу, село    | -           | 1032                   | 1042                   | 770                    | 573                    |
| Жанай, село     | -           | 1094                   | 1015                   | 918                    | 815                    |
| Теспакан, село  | -           | 82                     | 12                     | -                      | -                      |